# Phil Everly
Phillip "Phil" Everly (19 de enero de 1939-3 de enero de 2014) fue un músico y compositor estadounidense, más conocido por haber sido miembro del dúo The Everly Brothers junto a su hermano Don.

## Carrera

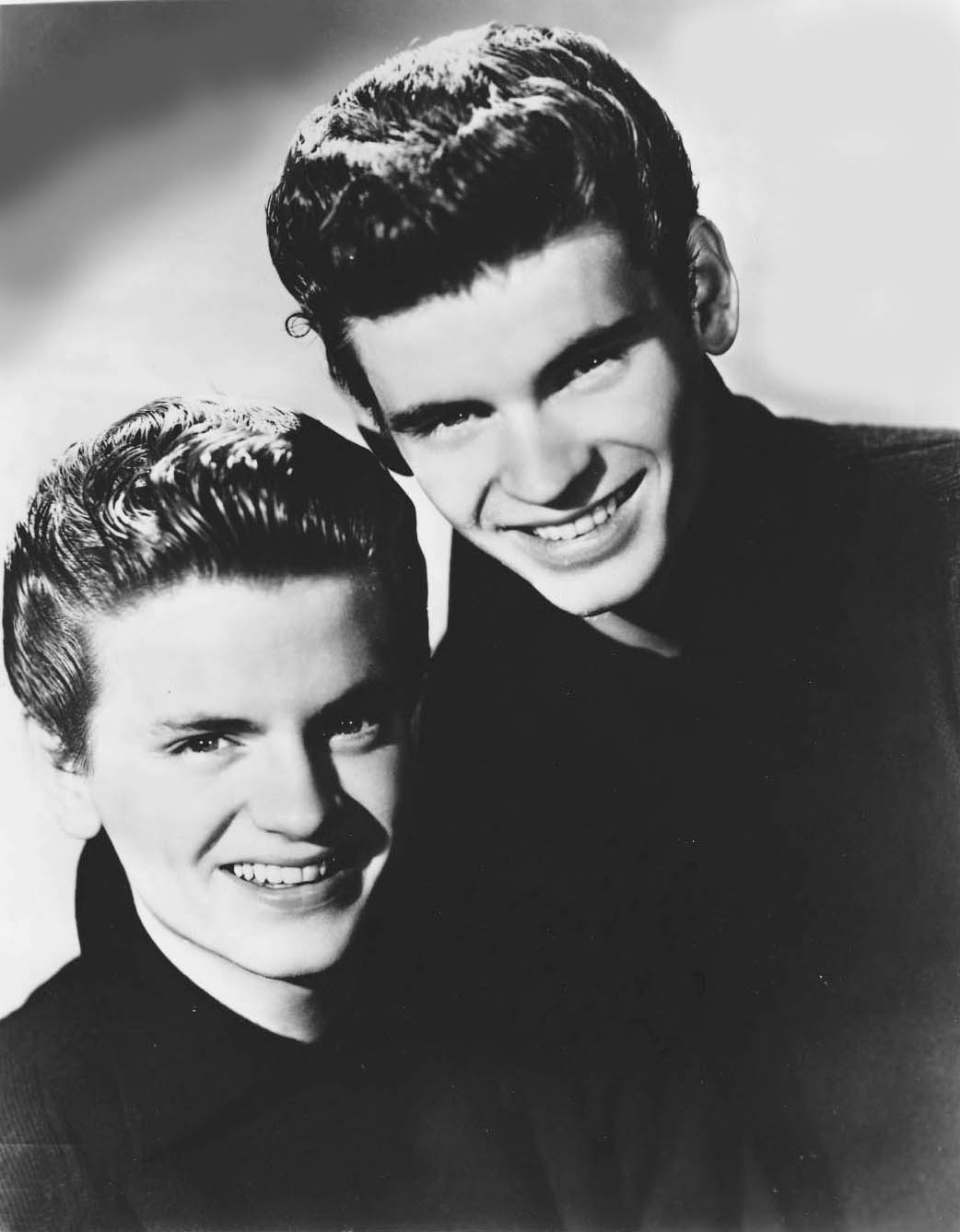
The Everly Brothers, Phillip "Phil" Everly e Isaac Donald "Don" Everly.

### The Everly Brothers
El dúo se crio en una familia de músicos, apareciendo por primera vez en la radio cantando junto a su padre Ike Everly y su madre Margaret Everly como "The Everly Family" en la década de 1940. Cuando los hermanos aún estaban en el instituto, se ganaron la atención de destacados músicos de Nashville, como Chet Atkins, que empezó a promocionarlos para conseguir atención nacional.
Comenzaron a escribir y grabar su propia música en 1956, y su primera canción de éxito llegó en 1957, con "Bye Bye Love", escrita por Felice and Boudleaux Bryant. La canción alcanzó el número 1 en la primavera de 1957, y le siguieron otros éxitos hasta 1958, muchos de ellos escritos por los Bryant, como "Wake Up Little Susie", "All I Have to Do Is Dream" y "Problems". En 1960, firmaron con la gran discográfica Warner Bros Records y grabaron "Cathy's Clown", escrita por los propios hermanos, que fue su single más vendido. Los hermanos se alistaron en la Reserva del Cuerpo de Marines de los Estados Unidos en 1961, y su producción disminuyó, aunque siguieron grabando sencillos de éxito hasta 1962, siendo "That's Old Fashioned (That's the Way Love Should Be)" su último éxito en el top 10.
Las prolongadas disputas con Wesley Rose, director general de Acuff-Rose Music, que gestionaba el grupo, y el creciente consumo de drogas en la década de 1960, así como los cambios en los gustos de la música popular, provocaron el declive de la popularidad del grupo en su país de origen, aunque los hermanos siguieron lanzando sencillos de éxito en el Reino Unido y Canadá y realizaron muchas giras de gran éxito a lo largo de la década de 1960. A principios de la década de 1970, los hermanos empezaron a grabar en solitario y en 1973 se separaron oficialmente. A partir de 1983, los hermanos volvieron a reunirse y siguieron actuando periódicamente hasta la muerte de Phil en 2014. Don murió siete años después.
El grupo tuvo una gran influencia en la música de la generación que le siguió. Muchos de los grupos más importantes de la década de 1960 estuvieron muy influenciados por el canto en armonía y la guitarra acústica de los Everly Brothers, como The Beatles, The Beach Boys, The Bee Gees y Simon & Garfunkel. En 2015, Rolling Stone situó a los Everly Brothers en el puesto número 1 de su lista de los 20 mejores dúos de todos los tiempos. Fueron incluidos en el Salón de la Fama del Rock and Roll como parte de la clase inaugural de 1986, y en el Salón de la Fama del Country en 2001.

### Solista
Phil hizo los coros para el álbum Mustard de Roy Wood en 1975 y dos canciones para el álbum autotitulado de Warren Zevon en 1976. Mientras Zevon formaba parte de la banda de acompañamiento de Phil Everly, Phil también sugirió el título y el tema del exitoso sencillo de Zevon "Werewolves of London".
Phil grabó con más frecuencia, pero sin éxito en las listas de éxitos hasta la década de 1980. Escribió "Don't Say You Don't Love Me No More" para la película cómica de Clint Eastwood de 1978 Every Which Way but Loose, en la que la interpretó a dúo con la coprotagonista de la película, Sondra Locke. Phil también escribió "One Too Many Women In Your Life" para la secuela de 1980, Any Which Way You Can, y tocó en la banda que acompañaba a Locke.
En 1983, Phil tuvo éxito en el Reino Unido como solista con el álbum Phil Everly, grabado principalmente en Londres. Entre los músicos del LP se encontraban el guitarrista de Dire Straits Mark Knopfler, el baterista de Rockpile Terry Williams y el teclista Pete Wingfield. El tema "She Means Nothing to Me", escrito y compuesto por John David Williams y con la participación de Cliff Richard como vocalista principal, fue un éxito en el Top 10 del Reino Unido, y "Louise", escrito y compuesto por Ian Gomm, alcanzó el Top 50 en 1983.
En 1990, Phil grabó un dúo con el cantante neerlandés René Shuman. "On Top of the World" fue escrito y compuesto por Phil, que apareció en el vídeo musical que grabaron en Los Ángeles. La selección apareció en el álbum de Shuman Set the Clock on Rock. Una grabación en directo de la BBC de 1981 de "All I Have to Do Is Dream", en la que Cliff Richard y Phil compartían la voz, fue un éxito en el Top 20 del Reino Unido en 1994.
Phil cantó "Sweet Little Corrina" con el cantante de country Vince Gill en su álbum These Days de 2006. Everly ya había puesto voz a la armonía de "White Rhythm and Blues" de J. D. Souther en su álbum de 1979 You're Only Lonely.

## Fallecimiento
Phil Everly falleció en el Providence Saint Joseph Medical Center de Burbank (California) el 3 de enero de 2014, 16 días antes de cumplir 75 años, a causa de una enfermedad pulmonar. La viuda de Phil, Patti, achacó la muerte de su marido a su hábito de fumar, que le hizo desarrollar una enfermedad pulmonar obstructiva crónica, y relató que Phil pasó sus últimos años teniendo que llevar tanques de oxígeno a todas partes y tomando 20 tipos diferentes de medicamentos al día.